# Pilspringråtta
Pilspringråttan (Dipus sagitta) är en gnagare i familjen springråttor som förekommer i centrala Asien. Den är enda arten i sitt släkte.

## Utseende
Pilspringråttan skiftar pälsfärg beroende på årstid. Under vintern är ovansidan ljust orange med några svarta hår inblandade, under sommaren är den ljusgrå-beige. Undersidan är alltid vitaktig. Mellan bakfötternas tår finns borstlika hår som gör att pilspringråttan kan röra sig på sand utan att sjunka ned. Under alla årstider har arten en vit undersida, en vit strimma på varje lår samt en vit tofs vid svansens slut. Kroppslängden (huvud och bål) är 10,5 till 15,7 cm, svanslängden är 14 till 19 cm och bakfötterna är 6 till 7 cm långa. Pilspringråttan väger under den varma årstiden 70 till 85 g och före vintern ökar den vikten till 90 eller 110 g.

## Utbredning
Utbredningsområdet sträcker sig från Kaspiska havet och norra Iran över centralasiatiska regioner som tidigare tillhörde Sovjetunion till provinsen Xinjiang och Manchuriet i Kina. Habitatet utgörs av halvöknar. Individerna vistas gärna på sand, men de behöver lite vegetation som till exempel buskar eller träd av tallsläktet för att kunna gömma sig.

## Ekologi
Pilspringråttan bygger tre olika bon, varav två för sommaren och ett för vintern. Sommarens centrala bo ligger ungefär 40 till 100 cm under markytan och består av en kammare som fodras med torra växtdelar, en huvudingång och flera andra utgångar som används vid fara. Tunneln till huvudingången är hos hannar cirka 3 meter lång och hos honor upp till 4,8 meter lång. Ingången stängs under den heta tiden för att hålla en kylig temperatur i boet. Vid utgångarna skapas sandhögar. Arten har dessutom tillfälliga bon under sommaren som består av en enkel tunnel som är upp till 60 cm lång. Boet för vinterdvalan ligger ännu djupare (minst 80 cm och upp till tre meter) under markytan och stängs omgående efter att individen flyttat in. Vinterdvalan varar på stäppen i Kazakstan från november till mars. I varmare regioner varar övervintringen inte lika länge. I vissa delar av Iran går djuret inte alls i ide. Arten övertar ibland bon från ökenråttor av släktet Meriones. Den kan dela reviret med hästspringråttor (Allactaga).
Födan utgörs av rötter, frön och andra växtdelar samt av insekter och deras larver. Beroende på utbredningsområde varar fortplantningstiden 2 till 9 månader per år. Honor kan ha en till fyra kullar per år. Hannar strider mot varandra om rätten att para sig. En hona som föds tidig under våren kan ha sin första kull under hösten. Pilspringråttan hoppar vanligen 10 till 15 cm vid varje skutt men vid fara kan den hoppa upp till 140 cm. Den vistas främst på marken men den kan klättra i låga buskar. Arten är nattaktiv.

## Status
IUCN ser inga större hot mot arten och listar den som livskraftig (LC).